# Октябрь (Логойский район)
Октябрь (бел. Акцябр; до 1939 года — Хотаевичи) — агрогородок в Логойском районе Минской области Беларуси. Административный центр Октябрьского сельсовета. Население 575 человек (2009).

## География
Октябрь находится в 5 км к западу от посёлка Плещеницы и в 25 км к северо-западу от райцентра, города Логойск. Местность принадлежит бассейну Немана, через агрогородок протекает небольшая река Дрылянка, которая чуть ниже Октября впадает в водохранилище на реке Двиноса (приток Вилии). Агрогородок стоит на перекрёстке дорог, через него проходит шоссе Р63 на участке Плещеницы — Вилейка, от шоссе ответвляется дорога в сторону деревни Заречье.

## История

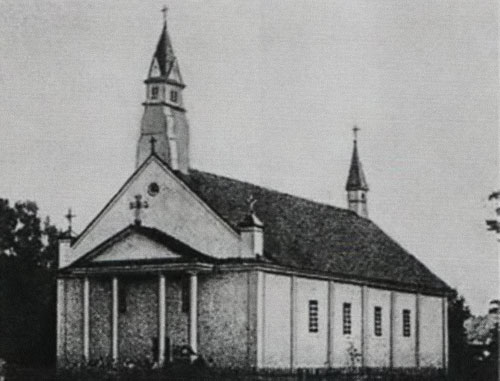
Католический храм св. Доминика. Фото 1914 года

В начале XVI века Хотаевичи вместе с соседним имением Плещеницы находились во владении князя Василия Соломерецкого, в 1558 году поселение упоминается при разделе имений между его вдовой и детьми. Согласно административно-территориальной реформе середины XVI века в Великом княжестве Литовском местность вошла в состав Минского повета Минского воеводства.
В 1653 году в Хотаевичах основан католический приход и возведён первый костёл. В 1686 году княгиня Барбара Друцкая-Горская основала здесь монастырь доминиканцев, в 1725 году был построен новый католический храм, освящённый во имя св. Барбары.
В результате второго раздела Речи Посполитой (1793) Хотаевичи оказалась в составе Российской империи, в Борисовском уезде. В 1803—1809 году в местечке построили новый католический храм, который был освящён уже во имя Святого Духа. В это время имение Хотаевичи принадлежало доминиканскому монастырю. В начале XIX века в городке имелись корчма, пивоварня, хлебозапасный магазин.

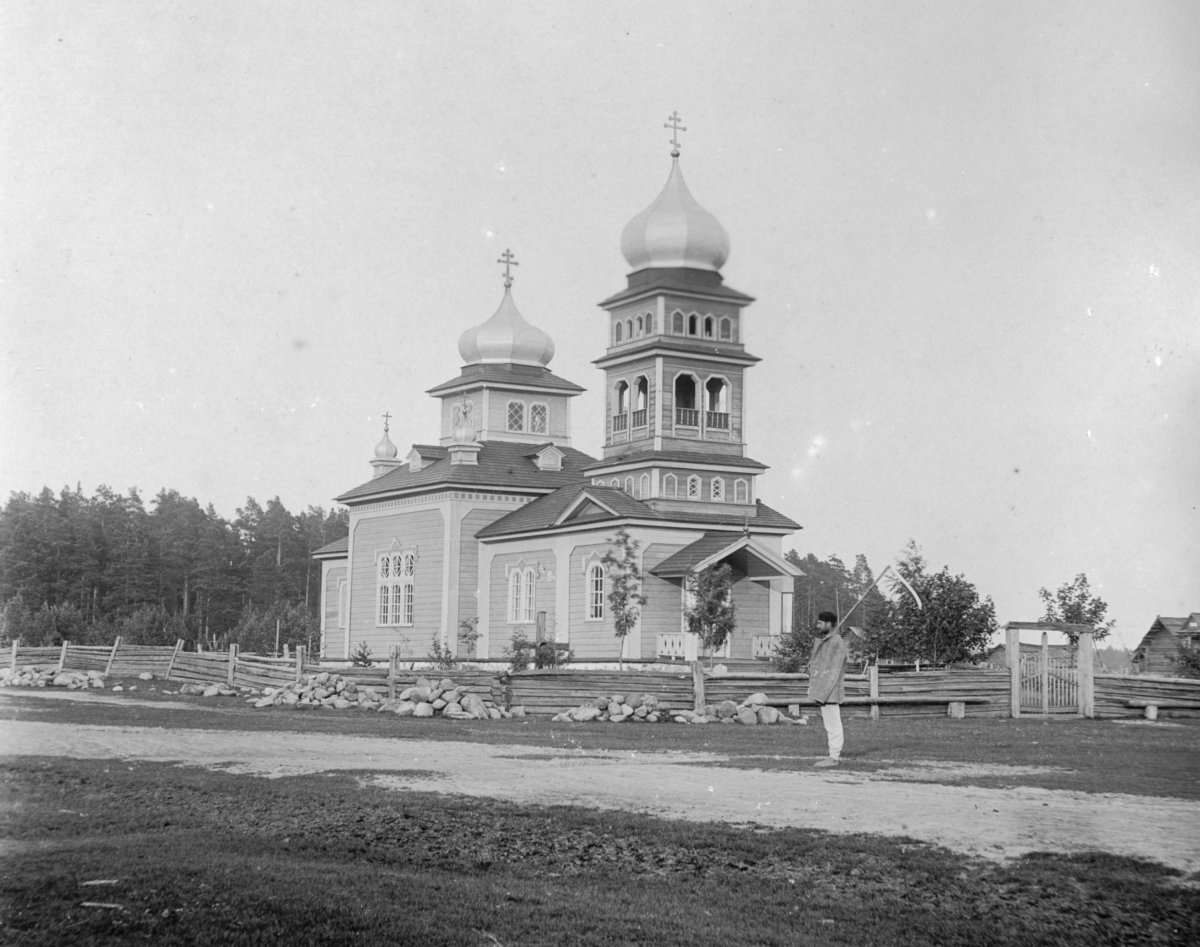
Православная церковь св. Николая. Фото начала XX века

В 1832 году после подавления восстания 1830 года власти закрыли доминиканский монастырь, костёл стал обычным приходским. В 1870 году российские власти построили в Хотаевичах православную церковь Св. Николая (не сохранилась), при ней действовала церковноприходская школа. На 1886 год в местечке действовали церковь, костёл, часовня, синагога, при ней еврейская молитвенная школа, ряд магазинов, трактир. В 1893 году в местечке основано мукомольное и крупяное производство.
В 1884 году был закрыт католический храм св. Духа, здание было передано православному духовенству, однако не использовалось им и постепенно приходило в упадок. В 1907 году, после царского манифеста об укреплении начал веротерпимости, храм был возвращён католикам и отреставрирован на средства графини Катерины Тышкевич. После переосвящения храм получил новое имя — св. Доминика.
В 1915 году во время Первой мировой войны в Хотаевичах произошёл еврейский погром, устроенный казачьими частями русской армии
В 1919 году Хотаевичи вошли в БССР, где 20 августа 1924 года стали центром сельсовета. В 1933 году был закрыт католический храм св. Доминика, а годом позже — православная церковь св. Николая. Здания использовались как склады, а во время Великой Отечественной войны оба церковных здания были сожжены. В 1939 году Хотаевичи были переименованы в Октябрь. В 1969 году село насчитывало 142 двора и 489 жителей, в 1990 году — 204 двора и 569 жителей.

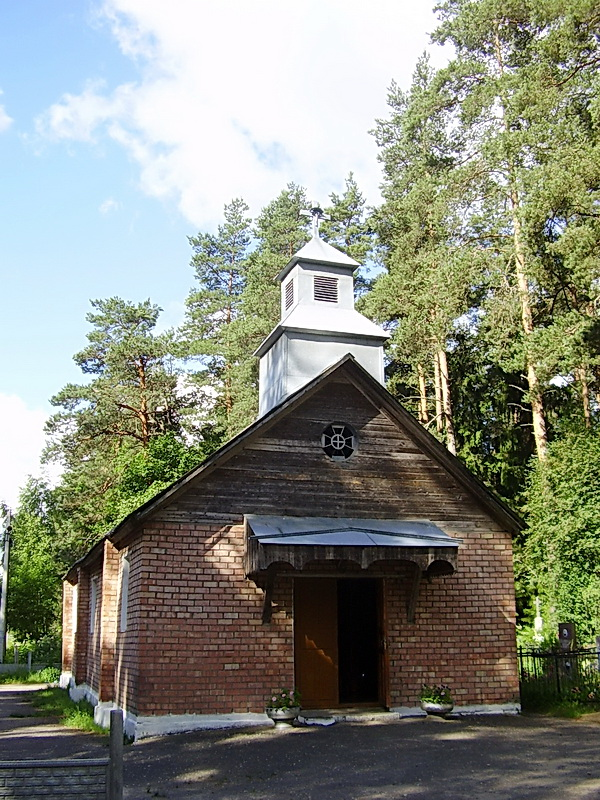
Современная католическая часовня Св. Доминика

В 1990 году была отреставрирована и перестроена католическая часовня на кладбище, которая после освящения получила имя несохранившегося храма — св. Доминика. Помимо неё в 1990-х годах была построена новая деревянная православная церковь, которая также получила имя исторического храма — св. Николая

## Культура
- Дом культуры

## Достопримечательность
- Католическая часовня св. Доминика

### Памятник, скульптура
- Памятник В. И. Ленину
- Памятник-вертолёт Ми-2. Установлен около агрогородка на территории базы отдыха Пикник-отель «Экспедиция».